# Giovanni Improtta
Giovanni Improtta, também chamado pelo apelido de Giová, é um personagem criado originalmente por Aguinaldo Silva. Sua aparição mais famosa foi na telenovela Senhora do Destino (2004–2005), na qual foi interpretado por José Wilker.

## Histórico do personagem
O personagem já existe há 30 anos nos romances de Aguinaldo Silva. Na década de 1970, a personagem apareceu na obra O Homem que Comprou o Rio e em 2005 em Prendam Giovanni Improtta. Em 2004 a personagem apareceu na telenovela Senhora do Destino, quando se popularizou.

## Família
- João Emanuel Mendonça Improtta (Heitor Martinez em Senhora do Destino): Filho primogênito. Leva os ensinamentos do pai à risca, tomando até mesmo seu jeito de ex-bicheiro de se vestir e se comportar para si. Não aparece no filme Giovanni Improtta, passado na década de 1970.
- Jennifer Mendonça Improtta (Bárbara Borges em Senhora do Destino): Filha mais nova. Diferente de João Emanuel é discreta e dedicada aos estudos na faculdade. Revela-se homossexual aos 20 anos. Não aparece no filme Giovanni Improtta, passado na década de 1970.
- Marilene Mendonça Improtta (Andréa Beltrão em Giovanni Improtta: O Filme): Primeira mulher de Giovanni e mãe de seus filhos. Não aparece em Senhora do Destino, embora seja mencionada como morta anos antes.
- Flaviana Mendonça (Yoná Magalhães  em Senhora do Destino): Sogra de Giovanni, mãe de Marilene. Uma mulher muito sofisticada, que teve como amigos na juventude grandes barões da alta classe carioca. Apesar de sua filha já ter falecido a anos, continua morando com Giovanni. Não aparece no filme Giovanni Improtta.
- Regina Ferreira da Silva Improtta (Maria Maya em Senhora do Destino): Nora de Giovanni, casada com João Emanuel após namorar com ele por muitos anos. É irmã de Eleonora.
- Eleonora Ferreira da Silva (Mylla Christie em Senhora do Destino): Nora de Giovanni, casada com Jennifer.
- Danielle Meira Ventura (Ludmila Dayer em Senhora do Destino): Ex-noiva de Giovanni. Deixou-o quando se apaixonou por Venâncio (André Gonçalves).
- Renato Ferreira Improta (não creditado em Senhora do Destino): Neto de Giovanni. Foi encontrado em uma lixeira e adotado por Jennifer e Eleonora.
- Maria do Carmo Ferreira da Silva:(Susana Vieira em Senhora do Destino): Segunda mulher de Giovanni. Casa-se com ele após inúmeras tentativas dele de fazer de Maria do Carmo mais que sua amiga.

## Características
Lançado no anos 70 e reescrito nos anos 80, O Homem que Comprou o Rio foi a obra que lançou Giovanni Improtta. A partir de um duplo homicídio do qual é o mandante, Giovanni Improtta, é um poderoso bicheiro com trânsito livre entre políticos e empresários do Rio de Janeiro e da Baixada Fluminense. Em Senhora do Destino, Giovanni Improtta deixa de ser bicheiro e passa a ser empresário estabelecido no ramo da construção civil. Presidente da escola de samba Unidos de Vila São Miguel, é um eterno pretendente ao coração de Maria do Carmo e é, também, patrão de Leandro. 
Viúvo, pai de dois filhos: João Manuel e Jennifer, costuma dizer que a mulher lhe deixou, além dos filhos e da saudade, "uma cruz, um calvário": a sogra, dona Flaviana, que mora em sua casa e que, não só o mantém sob constante vigilância, como exige dele fidelidade absoluta à falecida. Embora seja apaixonado por Maria do Carmo, não pensa em permanecer casto e puro por sua causa. Tem sempre, como ele mesmo diz, "uma galinha ciscando no seu terreiro". A da vez é a jovem Danielle, uma jovem modelo, a quem chama de "Ninfa Bebê" (e é chamado por esta de "paizinho"). Mas o ex-bicheiro, que vive repetindo não dever nada à polícia nem ao fisco, é apaixonado por Maria do Carmo, tendo de disputar o seu amor com o rival Dirceu de Castro, jornalista a quem se refere como "troca-letras". Falante e espaçoso, Giovanni é, segundo Dirceu de Castro, "uma figura". Uma de suas características é a inseparável gravata borboleta, além do esforço para falar corretamente, que o leva a cometer vários erros de português, muitos causados pela hipercorreção.

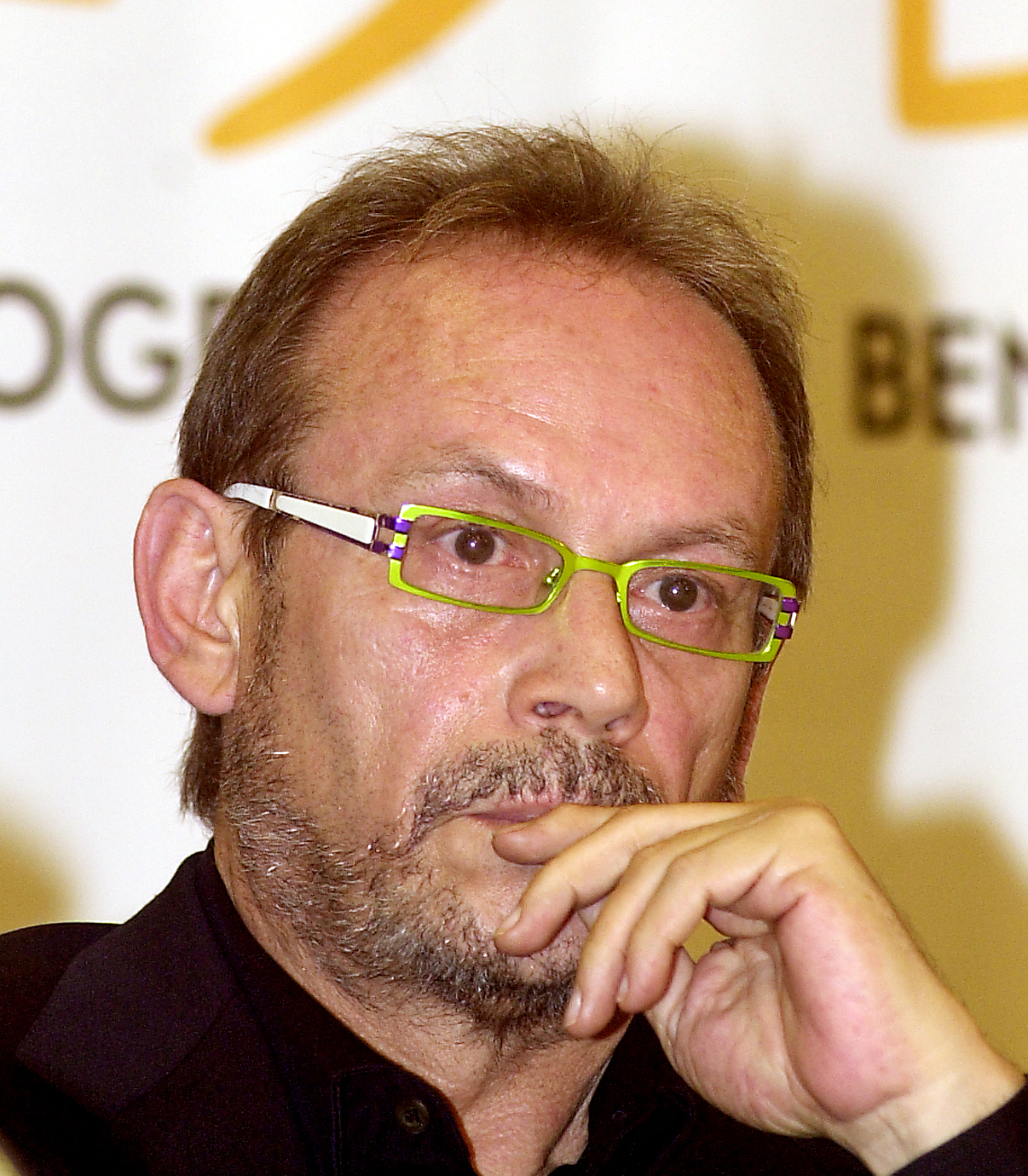
José Wilker o ator que eternizou o personagem.

### Expressões de Giovanni Improtta
- Felomenal (em vez de "fenomenal")
- Geslumbrante (em vez de "deslumbrante")
- Há malas que vêm de trem!
- Vou me pirulitar
- Enterro sem samba seria funerário
- É capaz dela ficar com uma tromba maior que a de um leão
- Você não sabe como eu sou capaz quando eu junto o tico e o teco
- Você vai ficar mais frio que frigorífico
- Antes que eu me meta os pés pelas mães
- Eu tenho apenas pés e mães dois de cada
- Acho que os meus neuróticos estão em curto circuito
- Eu concordo com a minha sogra em gênero número e degrau
- Cada vez que você se mexe aparece a boca do estômago
- Para de falar estrangeiro, porque isso aqui ainda é Brasil, seu babaca
- O novo negócio da cúpula é o novo negócio da cúpula. Qual é o novo negócio da cúpula?
- Seremos sócios! A menos, é claro, que você queira que seu passado seja exportado sem taxas para o seu futuro
- É a galinha dos ovos de ouro com registro do Ibama
- O senhor está dispensado. Vou convocar outro juiz. O senhor não serve. Vá apitar lá naquele país vizinho
- Esquece o pedido que eu lhe fiz você está despensado
- Não esqueça do meu lema: "com Giovanni Improtta não tem problema"
- Então fica o dito pelo não dito, o não dito pelo dito e, como sempre, vale o escrito
- Saída estrastégica
- A vaca vai voar
- O tempo ruge e a Sapucaí é grande!
- Giovanni Improtta, em charme e osso
- Como diria o açogueiro… vamos por partes!
- Defumando (usada no filme sobre Giovanni Improtta)
- Lei de Smurf!
- Presumir que remendar ; (usada no filme sobre Giovanni Improtta)
- Ilegumeno ; (usada no filme sobre Giovanni Improtta)
- Me pedindo-me dinheiro ; (usada no filme sobre Giovanni Improtta)
- Problema de extrema gravidez (de grave) ; (usada no filme sobre Giovanni Improtta)
- Indiota ; (usada no filme sobre Giovanni Improtta)
- Me mato-me de trabalhar ; (usada no filme sobre Giovanni Improtta)
- "O Jornal esta me defumando" ; (usada no filme sobre Giovanni Improtta)

## Cinema
Em dezembro de 2008, José Wilker anunciou que pretendia adaptar o livro de Aguinaldo Silva. O filme "Giovanni Improtta", cujas gravações transcorreram entre março e maio de 2011, é dirigido e estrelado pelo ator, possui um orçamento de 6 milhões de reais, e tem seu lançamento previsto para o início de 2012.